# 卒業プルーフ
卒業プルーフ（そつぎょうプルーフ）とは、1987年公開の日本映画。俳優・鶴見辰吾が当時のアメリカのブラット・パックの勢いに触発されて私費を投じて製作した。鶴見の映画初プロデュース作品で、当時23歳。商業映画史上最年少プロデューサーとして話題となった。プルーフとは証明の意味。前年、日本でも公開されたブラット・パック勢揃いの『セント・エルモス・ファイアー』日本版。
とある私立大学を舞台にカンニングが発覚したグループと卒業記念ダンスパーティに向うグループのエピソードをカットバックさせながら卒業直前の大学生たちのそれぞれの青春群像を描く。

## キャスト

### 無事卒業組
2人の男友達に強引にデートに誘われ、女の心が揺れる･･･女には片思いの男がいた。
- 里見千秋：児島未知瑠
- 楠木有人：宮田恭男
- 佐藤竜介：麻生肇
- 神野高史：永田豪史

### カンニング組
試験でのカンニングが発覚し、退学の崖っぷちにたたされる。
- 熊本葉子（丸暗記の勉強は無意味と思う文学少女）：比企理恵
- ジョニー（完全なカンニングに失敗したロッカー）：水口馨
- 片桐雄大（学生ベンチャーで人材バンクを経営。多忙のため勉強できず）：植松倫樹
- 本城勝利（試験官の誤認だと、身の潔白を主張する真面目男）：青島健介
- 志方善幸（人にそそのかされて、答案を見せてしまう気弱男）：伊藤康臣
- 山岸美保（何気なく答案を見てしまう。保険会社に内定済み）：麻木久仁子

### その他組
- 榊原学生部部長（カンニング組の面談を行う）：寺田農
- 大学職員：鈴木ヒロミツ
- 鬼頭教官（志方をカンニングしたと思い込む）：関根勤
- 竹下学生部副部長：茅島成美
- パーティ司会者：湯本ひろゆき
- 千秋の母：小林哲子
- 里美幸一：三上祐一
- 千秋の職場の先輩：野見山夏子

ほか 

## 主題歌
- 比企理恵「ENDLESS」
- 水口馨「IN THE WIND」
- 児島未知留「DEAR MY SEASON」（EDソング）

## スタッフ
- 監督：牛山真一
- 共同監督：小中和哉
- プロデューサー：鶴見辰吾
- 脚本：秋場由美、山本英史、牛山真一、鶴見辰吾、小中和哉
- 企画：丹羽多聞
- 音楽：松本孝浩
- MA：ニューメグロスタジオ
- 現像：IMAGICA
- 製作協力：丸金建設
- 製作：フラミンゴ・ビュー・カンパニー
- 配給：東映クラシックフィルム

## 興行
新宿東映ホール1で公開。その他、地方等の興行については不明。